# Грб Кабардино-Балкарије
Грб Кабардино-Балкарије је званични симбол једног од субјеката Руске федерације са статусом републике, Кабардино-Балкарије. Грб је званично усвојен 21. јула 1994. године.

## Опис грба
Грб Кабардино-Балкарије је слика златног (жутог) орла на тамно црвеном штиту. Орао носи мањи грб на грудима. Тај (мањи) штит има азурно-плаву, бијелу и зелену боју, боје које се налазе и на застави Републике. Слика на мањем штиту садржи два планинска врха у сребрној (бијелој) боји иза којих је азурно-плавно небо и зелена пространства испред. На зеленом пољу је и златни цвијет карактеристичан за простор овог дијела Кавказа.